# Austrolebias periodicus
Austrolebias periodicus és un peix de la família dels rivúlids i de l'ordre dels ciprinodontiformes. Es troba a Uruguai, Sud-amèrica. Els mascles poden assolir els 4 cm de longitud total.